# The Legendary El Dorado
The Legendary El Dorado è un gioco da tavolo in stile tedesco di Reiner Knizia pubblicato per la prima volta nel 2017 da Ravensburger con il titolo Wettlauf nach El Dorado (edizione tedesca) e The Quest for El Dorado (edizione inglese).
Il gioco nel 2019 è stato poi pubblicato in tutto il mondo: Ravensburger, con le illustrazioni di Franz Vohwinkel, ha pubblicato il gioco in edizione tedesca, inglese, italiana, spagnola e francese; le edizioni in polacco, greco, russo, coreano, giapponese, ungherese, olandese, finlandese, svedese, norvegese, portoghese e cinese, tutte illustrate da Vincent Dutrait, sono state pubblicate da vari editori: 999 Games, Arclight, Brädspel.se, Galápagos Jogos, Kaissa Chess & Games, Korea Boardgames Co., Ltd., Lautapelit.fi, Lavka Games, Nasza Księgarnia, Reflexshop, Surfin' Meeple China.
Il gioco ha vinto diversi premi internazionali, tra cui l'edizione del 2019 del Gioco dell'Anno in Italia e del Juego del Año in Spagna, dopo essere stato nominato come gioco finalista nell'edizione del 2017 dei premi Spiel des Jahres e Deutscher Spiele Preis.

## Ambientazione
The Legendary El Dorado è un gioco in cui da 2 a 4 esploratori effettuano una gara per arrivare per primi, attraverso il deserto sudamericano, a El Dorado, la leggendaria città d'oro piena di immense quantità di oro e pietre preziose.
I giocatori si calano nei panni di capi spedizione e usano le carte per mettere insieme la propria squadra e per migliorarla continuamente, mediante l'ingaggio di nuovi membri o l'acquisto di oggetti utili. Il gioco combina gli elementi di un gioco di corse con la meccanica del deckbuilding, resa famosa da Dominion e giochi simili.

## Regole e materiali
Il gioco è costituito da: 
- 7 plance fronte-retro, 2 plance intermedie e una plancia finale (El Dorado) con cui si compone il percorso nella giungla;
- 6 blocchi;
- 8 pedine esploratore: 2 in ciascuno dei 4 colori (blu, bianco, verde e rosso);
- 4 plance giocatore;
- 32 carte del mazzo base per ogni giocatore;
- 1 plancia mercato;
- 54 carte spedizione;
- un segnalino giocatore iniziale;
- 36 tessere grotta (per la variante grotta);

### Panoramica del gioco
Ogni giocatore inizia a giocare con un proprio mazzo di 8 carte, identico per tutti, composto da 1 marinaio, 3 esploratori e 4 viaggiatori; ad ogni turno ciascun giocatore pesca 4 carte dal proprio mazzo e usa queste carte per spostarsi nella giungla o per reclutare altri componenti (o comprare oggetti) indispensabili per proseguire la spedizione.
Quindi ciascuna carta ha una doppia funzione ed è indispensabile saper scegliere bene il momento in cui giocarla per muoversi o per acquistare carte più potenti.
Il gioco termina nel turno in cui uno o più giocatori arrivano sulla tessera finale di El Dorado: vince chi arriva per primo.

### Gioco per due giocatori
Quando si gioca in 2 giocatori: l'unica differenza è che ciascun giocatore utilizza due pedine esploratore e deve farle avanzare entrambe poiché, a fine partita, sarà vincitore il giocatore che per primo ha raggiunto El Dorado con entrambi i propri esploratori.

## Espansioni
Nel 2018, con il titolo The Quest for El Dorado: Heroes & Hexes/Wettlauf nach El Dorado: Helden & Dämonen in edizione inglese/tedesca, è stata pubblicata la prima espansione del gioco.
Nel 2019, con il titolo The Quest for El Dorado: The Golden Temples/Wettlauf nach El Dorado: Die Goldenen Tempel in edizione inglese/tedesca, è stata pubblicata la seconda espansione del gioco, giocabile anche come gioco a sé stante.

## Premi e riconoscimenti
Il gioco ha vinto i seguenti premi e avuto i seguenti riconoscimenti:
- 2017
  - Spiel des Jahres: Gioco nominato;
  - Deutscher Spiele Preis: 10º classificato;
- 2019
  - Gioco dell'Anno: Vincitore;
  - Juego del Año: Vincitore;